# Sistema global para las comunicaciones móviles
El sistema global para las comunicaciones móviles 2G (del inglés Global System for Mobile communications, abreviado como GSM, y originariamente del francés groupe spécial mobile) es un sistema estándar desarrollado por el Instituto Europeo de Normas de Telecomunicaciones (ETSI), libre de regalías y de telefonía móvil digital.
Un cliente GSM puede conectarse a través de su teléfono con su computador y enviar y recibir mensajes por correo electrónico, faxes, navegar por Internet, acceder con seguridad a la red informática de una compañía (red local/Intranet), así como utilizar otras funciones digitales de transmisión de datos, incluyendo el servicio de mensajes cortos (SMS) o mensajes de texto.

Logotipo para identificar las terminales y sistemas compatibles.

GSM se considera, por su velocidad de transmisión y otras características, un estándar de segunda generación (2G). Su extensión a 3G se denomina UMTS y difiere en su mayor velocidad de transmisión, el uso de una arquitectura de red ligeramente distinta y sobre todo en el empleo de diferentes protocolos de radio (W-CDMA).

## Alcance mundial y porcentaje de uso
La Asociación GSM (GSMA o GSM Association), dice que GSM es el estándar en telecomunicaciones móviles más extendido en el mundo, con un 82% de los terminales mundiales en uso. GSM cuenta con más de 3000 millones de usuarios en 159 países distintos, siendo el estándar predominante en Europa, América del Sur, Asia y Oceanía, y con gran extensión en América del Norte.
La ubicuidad del estándar GSM ha sido una ventaja tanto para consumidores (beneficiados por la capacidad de itinerancia y la facilidad de cambio de operador sin cambiar de terminal, simplemente cambiando la tarjeta SIM) como para los operadores de red (que pueden elegir entre múltiples proveedores de sistemas GSM, al ser un estándar abierto que no necesita pago de licencias).
El GSM se implementó por primera vez el servicio de mensajes cortos de texto (SMS), que posteriormente fue extendido a otros estándares. Además, en GSM se define un único número de emergencias a nivel mundial, el 112, que facilita que los viajeros de cualquier parte del mundo puedan comunicar situaciones de emergencia sin necesidad de conocer un número local.

## Frecuencias
La interfaz de radio de GSM se ha implementado en diferentes bandas de frecuencia.
| Banda   | Nombre    | Canales    | Uplink (MHz)    | Downlink (MHz)  | Notas                                                                        |
| GSM 850 | GSM 850   | 128 - 251  | 824,0 - 849,0   | 869,0 - 894,0   | Usada en Estados Unidos, Sudamérica y Asia.                                  |
| GSM 900 | P-GSM 900 | 0-124      | 890,0 - 915,0   | 935,0 - 960,0   | La banda con que nació GSM en Europa y la más extendida                      |
| GSM 900 | E-GSM 900 | 974 - 1023 | 880,0 - 890,0   | 925,0 - 935,0   | E-GSM, extensión de GSM 900                                                  |
| GSM 900 | R-GSM 900 | n/a        | 876,0 - 880,0   | 921,0 - 925,0   | GSM ferroviario (GSM-R).                                                     |
| GSM1800 | GSM 1800  | 512 - 885  | 1710,0 - 1785,0 | 1805,0 - 1880,0 |                                                                              |
| GSM1900 | GSM 1900  | 512 - 810  | 1850,0 - 1910,0 | 1930,0 - 1990,0 | Usada en Norteamérica, incompatible con GSM-1800 por solapamiento de bandas. |

## Historia y desarrollo

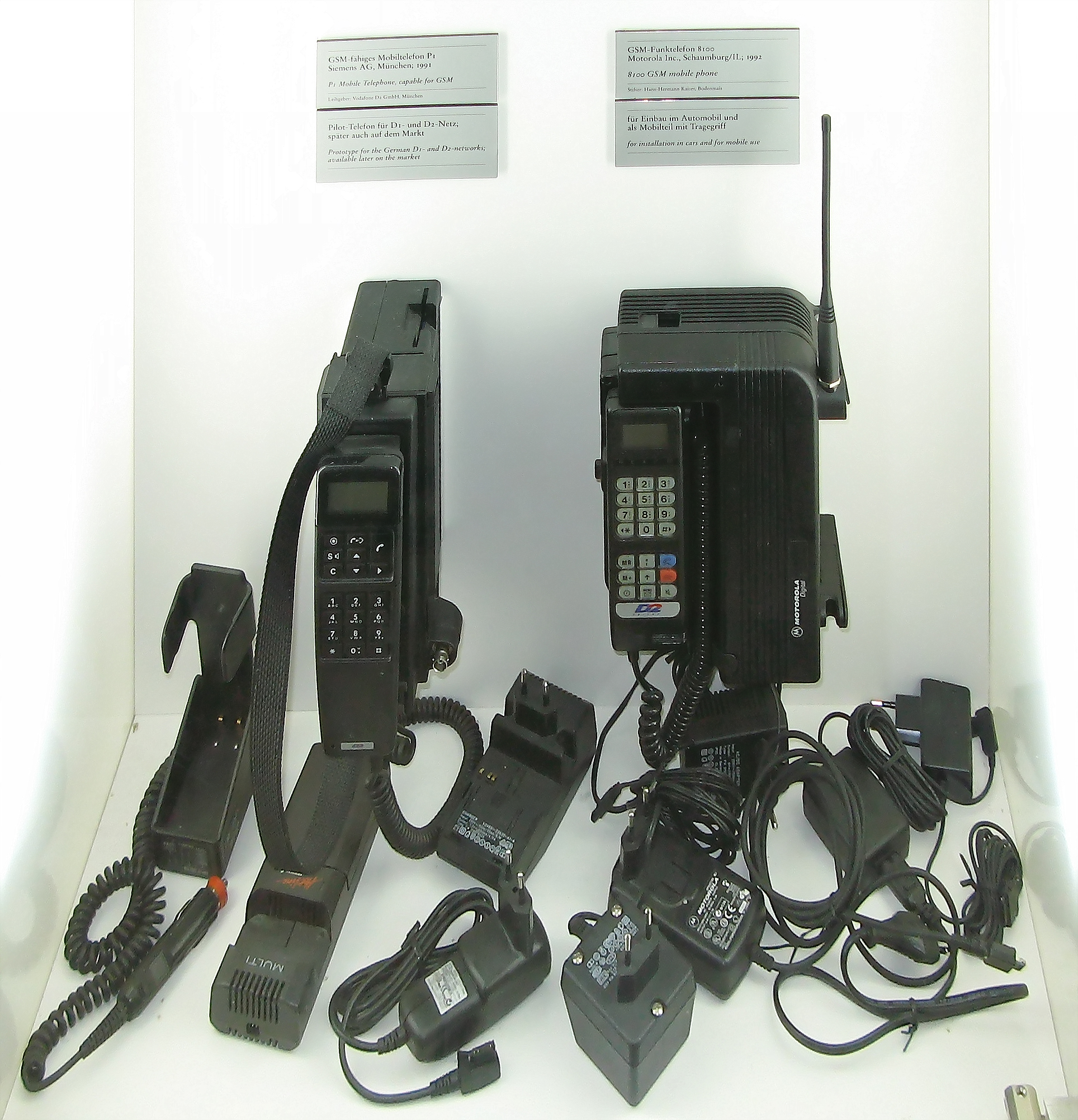
Los primeros equipos GSM de 1991.

El estándar GSM fue desarrollado a partir de 1982. En la conferencia de telecomunicaciones CEPT de ese año fue creado el grupo de trabajo Groupe Spécial Mobile o GSM, cuya tarea era desarrollar un estándar europeo de telefonía móvil digital. Se buscó evitar los problemas de las redes analógicas de telefonía móvil, que habían sido introducidos en Europa a fines de los años 1950, y no fueron del todo compatibles entre sí a pesar de usar, en parte, los mismos estándares. En el grupo GSM participaron 26 compañías europeas de telecomunicaciones.
En 1990 se finalizaron las especificaciones para el primer estándar GSM-900, al que siguió DCS-1800 un año más tarde. En 1991 fueron presentados los primeros equipos de telefonía GSM como prototipos. De manera paralela, se cambió el nombre del grupo a Standard Mobile Group (SMG) y las siglas GSM a partir de este momento se usaron para el propio estándar.
En 1992 las primeras redes europeas de GSM-900 iniciaron su actividad, y el mismo año fueron introducidos al mercado los primeros teléfonos móviles GSM, siendo el primero el Nokia 1011 en noviembre de este año. En los años siguientes, el GSM compitió con otros estándares digitales, pero se terminó imponiendo también en América Latina y Asia.
En 2000, el grupo de trabajo para la estandarización del GSM se pasó al grupo TSG GERAN (Technical Specification Group GSM EDGE Radio Access Network) del programa de cooperación 3GPP, creado para desarrollar la tercera generación de telefonía móvil (3G). El sucesor del GSM, UMTS, fue introducido en 2001, sin embargo su aceptación fue lenta, por lo que gran parte de los usuarios de telefonía móvil en 2010 seguían utilizando GSM.

## Arquitectura de red

### Reparto del espectro disponible
Al diseñar la estructura de red para un sistema de telefonía móvil, el problema a encarar es el de la limitación en el rango de frecuencias disponibles. Cada "conversación" (o cada cliente de tráfico de datos) requiere un mínimo de ancho de banda para que pueda transmitirse correctamente. A cada operador en el mercado se le asigna cierto ancho de banda, en ciertas frecuencias delimitadas, que debe repartir para el envío y la recepción del tráfico a los distintos usuarios (que, por una parte, reciben la señal del otro extremo, y por otra envían su parte de la “conversación”). Por tanto, no puede emplearse una sola antena para recibir la señal de todos los usuarios a la vez, ya que el ancho de banda no sería suficiente; y además, deben separarse los rangos en que emiten unos y otros usuarios para evitar interferencias entre sus envíos. A este problema, o más bien a su solución, se le suele referir como reparto del espectro o control de acceso al medio.
El sistema GSM basa su división de acceso al canal en combinar los siguientes modelos de reparto del espectro disponible. El primero es determinante a la hora de especificar la arquitectura de red, mientras que el resto se resuelve con circuitería en los terminales y antenas del operador:
- Empleo de celdas contiguas a distintas frecuencias para repartir mejor las frecuencias (SDMA, Space Division Multiple Access o acceso múltiple por división del espacio); reutilización de frecuencias en celdas no contiguas;
- División del tiempo en emisión y recepción mediante TDMA (Time Division Multiple Access, o acceso múltiple por división del tiempo);
- Separación de bandas para emisión y recepción y subdivisión en canales radioeléctricos (protocolo FDMA, Frequency Division Multiple Access o acceso múltiple por división de la frecuencia);
- Variación pseudoaleatoria de la frecuencia portadora de envío de terminal a red (FHMA, Frequency Hops Multiple Access o acceso múltiple por saltos de frecuencia).

La BSS, capa inferior de la arquitectura (terminal de usuario – BS – BSC), resuelve el problema del acceso del terminal al canal. La siguiente capa (NSS) se encargará, por un lado, del enrutamiento (MSC) y por otro de la identificación del abonado, tarificación y control de acceso (HLR, VLR y demás bases de datos del operador). Este párrafo con tantas siglas se explica a continuación con más calma, pero sirve de resumen general de la arquitectura de red empleada.
Por otra parte, las comunicaciones que se establezcan viajarán a través de distintos sistemas. Para simplificar, se denomina canal de comunicaciones a una comunicación establecida entre un sistema y otro, independientemente del método que realmente se emplee para establecer la conexión. En GSM hay definidos una serie de canales lógicos para el tráfico de llamadas, datos, señalización y demás propósitos.

### Capa de radio y control de radio: subsistema de estaciones base o BSS
Esta capa de red se ocupa de proporcionar y controlar el acceso de los terminales al espectro disponible, así como del envío y recepción de los datos.

#### División en celdas: estaciones base o BS

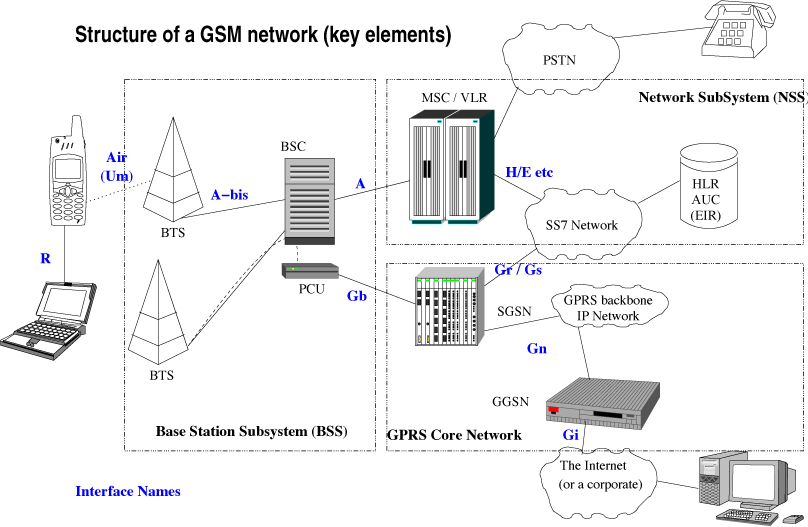
Esquema general de una red GSM.

El sistema debe ser capaz de soportar una gran carga de usuarios, con muchos de ellos utilizando la red al mismo tiempo. Si solo hubiera una antena para todos los usuarios, el espacio radioeléctrico disponible se saturaría rápidamente por falta de ancho de banda. Una solución es reutilizar las frecuencias disponibles. En lugar de poner una sola antena para toda una ciudad, se colocan varias, y se programa el sistema de manera que cada antena emplee frecuencias distintas a las de sus vecinas, pero las mismas que otras antenas fuera de su rango. A cada antena se le reserva cierto rango de frecuencias, que se corresponde con un cierto número de canales radioeléctricos (cada uno de los rangos de frecuencia en que envía datos una antena). Así, los canales asignados a cada antena de la red del operador son diferentes a los de las antenas contiguas, pero pueden repetirse entre antenas no contiguas.
Además, se dota a las antenas de la electrónica de red necesaria para comunicarse con un sistema central de control (y la siguiente capa lógica de la red) y para que puedan encargarse de la gestión de la interfaz radio: el conjunto de la antena con su electrónica y su enlace con el resto de la red se llama estación base (BTS, Base Transceiver Station). El área geográfica a la que proporciona cobertura una estación base se llama celda o célula (del inglés cell, motivo por el cual el sistema GSM pertenece a la familia de sistemas celulares).
El empleo de celdas requiere de una capa adicional de red que es novedosa en el estándar GSM respecto a los sistemas anteriores: es el controlador de estaciones base, o BSC, (Base Station Controller) que actúa de intermediario entre la red troncal y las estaciones base. Entre otras funciones, se encarga de la asignación de los recursos radio (radiocanal y ranura temporal) a los usuarios, el control de su potencia o la gestión del procedimiento de traspaso. El conjunto de estaciones base coordinadas por un BSC proporcionan el enlace entre el terminal del usuario y la siguiente capa de red, ya la principal, que veremos más adelante. Como capa de red, el conjunto de BSs + BSC se denomina subsistema de estaciones base, o BSS (Base Station subsystem).
Una estación base GSM puede alcanzar un radio de cobertura a su alrededor desde varios cientos de metros (en estaciones urbanas) hasta un máximo práctico de 35 km (en zonas rurales), según su potencia y la geografía del entorno. Sin embargo, el número de usuarios que puede atender cada BS está limitado por el ancho de banda (subdividido en canales) que el BSC asigna a cada estación, y aunque podría pensarse que las estaciones base deberían tener una gran potencia para cubrir mayor área, tienen una potencia nominal de 320 W como máximo (frente a las antenas de FM o televisión, que poseen potencias de emisión de miles de Watts, un valor casi despreciable) y de hecho siempre emiten al menor nivel de potencia posible para evitar interferir con celdas lejanas que pudieran emplear el mismo rango de frecuencias, motivo por el cual es raro que se instalen modelos de más de 40 W. Es más, en zonas urbanas muy pobladas o túneles se instala un mayor número de BSs de potencia muy limitada (menor que 2,5 W) para permitir la creación de las llamadas pico y microceldas, que permiten mejor reutilización de las frecuencias (cuantas más estaciones, más reutilización de frecuencias y más usuarios admisibles al mismo tiempo) o bien dan cobertura en lugares que una BS normal no alcanza o precisan de gran capacidad (túneles de metro o de carreteras, espacios muy concurridos, ciudades muy pobladas).
Por tanto, en zonas donde exista una gran concentración de usuarios, como ciudades, debe instalarse un gran número de BSs de potencia muy limitada, y en zonas de menor densidad de uso, como áreas rurales, puede reducirse el número de estaciones y ampliar su potencia. Esto asegura además mayor duración de la batería de los terminales y menor uso de potencia de las estaciones base.
Además, el terminal no se encuentra emitiendo durante el transcurso de toda la llamada. Para ahorrar batería y permitir un uso más eficiente del espectro, se emplea el esquema de transmisión TDMA (Time Division Multiple Access, o acceso múltiple por división del tiempo). El tiempo se divide en unidades básicas de 4,615 ms, y éstas a su vez en 8 time slots o ranuras de tiempo de 576,9 μs. Durante una llamada, se reserva el primer time slot para sincronización, enviada por la BS; unos slots más tarde, el terminal emplea un slot para enviar de terminal a BS y otro para recibir, y el resto quedan libres para el uso de otros usuarios en la misma BS y canal. Así se permite un buen aprovechamiento del espectro disponible y una duración de batería superior, al no usar el emisor del terminal constantemente sino solo una fracción del tiempo.

### Handover: El controlador de estaciones base o BSC
Al mismo tiempo, la comunicación no debe interrumpirse porque un usuario se desplace (roaming, deambular) y salga de la zona de cobertura de una estación base, la cual está deliberadamente limitada para que funcione bien el sistema de celdas. Tanto el terminal del usuario como la estación base calibran los niveles de potencia con que envían y reciben las señales, e informan de ello al controlador de estaciones base o (Base Station Controller, BSC).
Además, normalmente varias estaciones base pueden recibir al mismo tiempo la señal de un terminal y medir su potencia. De este modo, el controlador de estaciones base o BSC puede redirigir la conexión si el usuario va a salir de una celda y entrar en otra. Para ello, avisa a ambas MSCs (Mobile Switching Center, Central de Conmutación Móvil) y al terminal para realizar el proceso de cambio de una celda a otra. Este proceso es conocido como traspaso entre celdas, una de las tres funciones principales del BSC, que permite mantener la comunicación aunque el usuario se desplace.
Este proceso también puede darse si la estación más cercana al usuario se encuentra saturada –es decir, si todos los canales asignados a la BS están en uso–. En ese caso el BSC remite al terminal a otra estación contigua, menos saturada, incluso aunque el terminal tenga que emitir con más potencia. Por eso es habitual percibir cortes de la comunicación en zonas donde hay muchos usuarios al mismo tiempo. Esto nos indica la segunda y tercera labor del BSC, que son controlar la potencia y la frecuencia a la que emiten tanto los terminales como lpara evitar cortes con el menor gasto de batería posible.

### Señalización
Además del uso para llamadas del espectro, reservando para ello los canales precisos mientras se estén usando, el estándar prevé que el terminal envíe y reciba datos para una serie de usos de señalización, como por ejemplo el registro inicial en la red al encender el terminal, la salida de la red al apagarlo, el canal en que va a establecerse la comunicación si entra o sale una llamada, la información del número de la llamada entrante... Y prevé además que cada cierto tiempo el terminal avise a la red de que se encuentra encendido para optimizar el uso del espectro y no reservar capacidad para terminales apagados o fuera de cobertura.
Este uso del transmisor, conocido como ráfagas de señalización, ocupa muy poca capacidad de red y se utiliza también para enviar y recibir los mensajes cortos SMS sin necesidad de asignar un canal de radio. Es sencillo escuchar una ráfaga de señalización si el teléfono se encuentra cerca de un aparato susceptible de captar interferencias, como un aparato de radio o televisión.
En GSM se definen una serie de canales para establecer la comunicación, que agrupan la información a transmitir entre la estación base y el teléfono. Se definen los siguientes tipos de canal:
- Canales de tráfico (Traffic Channels, TCH): albergan las llamadas en proceso que soporta la estación base.
- Canales de control o señalización:
  - Canales de difusión (Broadcast Channels, BCH).
    - Canal de control broadcast (Broadcast Control Channel, BCCH): comunica desde la estación base al móvil la información básica y los parámetros del sistema.
    - Canal de control de frecuencia (Frequency Control Channel, FCCH): comunica al móvil (desde la BS) la frecuencia portadora de la BS.
    - Canal de control de sincronismo (Synchronization Control Channel, SCCH): informa al móvil sobre la secuencia de entrenamiento (training) vigente en la BS, para que el móvil la incorpore a sus ráfagas.

  - Canales de control dedicado (Dedicated Control Channels, DCCH).
    - Canal de control asociado lento (Slow Associated Control Channel, SACCH).
    - Canal de control asociado rápido (Fast Associated Control Channel, FACCH).
    - Canal de control dedicado entre BS y móvil (Stand-Alone Dedicated Control Channel, SDCCH).

  - Canales de control común (Common Control Channels, CCCH).
    - Canal de aviso de llamadas (Paging Channel, PCH): permite a la BS avisar al móvil de que hay una llamada entrante hacia el terminal.
    - Canal de acceso aleatorio (Random Access Channel, RACH): alberga las peticiones de acceso a la red del móvil a la BS.
    - Canal de reconocimiento de acceso (Access-Grant Channel, AGCH): procesa la aceptación, o no, de la BS de la petición de acceso del móvil.
- Canales de Difusión Celular (Cell Broadcast Channels, CBC).

### Subsistema de red y conmutación o NSS
El subsistema de red y conmutación (network and switching system o NSS), también llamado núcleo de red (core network), es la capa lógica de enrutamiento de llamadas y almacenamiento de datos. Notemos que, hasta el momento, solo teníamos una conexión entre el terminal, las estaciones base BS y su controlador BSC, y no se indicaba manera de establecer conexión entre terminales o entre usuarios de otras redes. Cada BSC se conecta al NSS, y es este quien se encarga de tres asuntos:
- Enrutar las transmisiones al BSC en que se encuentra el usuario llamado (central de conmutación móvil o MSC);
- Dar interconexión con las redes de otros operadores;
- Dar conexión con el subsistema de identificación de abonado y las bases de datos del operador, que dan permisos al usuario para poder usar los servicios de la red según su tipo de abono y estado de pagos (registros de ubicación base y visitante, HLR y VLR).

### Central de conmutación móvil o MSC
La central de conmutación móvil o MSC (mobile switching central) se encarga de iniciar, terminar y canalizar las llamadas a través del BSC y BS correspondientes al abonado llamado. Es similar a una centralita telefónica de red fija, aunque como los usuarios pueden moverse dentro de la red realiza más actualizaciones en su base de datos interna.
Cada MSC está conectado a los BSCs de su área de influencia, pero también a su VLR, y debe tener acceso a los HLRs de los distintos operadores e interconexión con las redes de telefonía de otros operadores.

### Registros de ubicación base y visitante (HLR y VLR)
El HLR (home location register, o registro de ubicación base) es una base de datos que almacena la posición del usuario dentro de la red, si está conectado o no y las características de su abono (servicios que puede y no puede usar, tipo de terminal, etcétera). Es de carácter más bien permanente; cada número de teléfono móvil está adscrito a un HLR determinado y único, que administra su operador móvil.
Al recibir una llamada, el MSC pregunta al HLR correspondiente al número llamado si está disponible y dónde está (es decir, a qué BSC hay que pedir que le avise) y enruta la llamada o da un mensaje de error.
El VLR (visitor location register o registro de ubicación de visitante) es una base de datos más volátil que almacena, para el área cubierta por un MSC, los identificativos, permisos, tipos de abono y localizaciones en la red de todos los usuarios activos en ese momento y en ese tramo de la red. Cuando un usuario se registra en la red, el VLR del tramo al que está conectado el usuario se pone en contacto con el HLR de origen del usuario y verifica si puede o no hacer llamadas según su tipo de abono. Esta información permanece almacenada en el VLR mientras el terminal de usuario está encendido y se refresca periódicamente para evitar fraudes (por ejemplo, si un usuario de prepago se queda sin saldo y su VLR no lo sabe, podría permitirle realizar llamadas).
Tengamos en cuenta que el sistema GSM permite acuerdos entre operadores para compartir la red, de modo que un usuario en el extranjero –por ejemplo— puede conectarse a una red (MSC, VLR y capa de radio) de otro operador. Al encender el teléfono y realizar el registro en la red extranjera, el VLR del operador extranjero toma nota de la información del usuario, se pone en contacto con el HLR del operador móvil de origen del usuario y le pide información sobre las características de abono para permitirle o no realizar llamadas. Así, los distintos VLRs y HLRs de los diferentes operadores deben estar interconectados entre sí para que todo funcione. Para este fin existen protocolos de red especiales, como SS7 o IS-41; los operadores deciden qué estándar escoger en sus acuerdos bilaterales de roaming (itinerancia) e interconexión.

### Otros sistemas
Además, los MSC están conectados a otros sistemas que realizan diversas funciones.
Por ejemplo, el AUC (authentication user center, centro de autentificación del usuario) se encarga del cifrado de las señales y de la identificación de usuarios dentro del sistema; el EIR (equipment identification register, registro de identificación de equipo) guarda listas de permiso de acceso al terminal, al que identifica unívocamente mediante su número de serie o IMEI, para evitar que los terminales robados y denunciados puedan usar la red; los SMSCs o centros de mensajes cortos; y así varios sistemas más, entre los que se incluyen los de gestión, mantenimiento, prueba, tarificación y el conjunto de transcodificadores necesarios para poder transferir las llamadas entre los diferentes tipos de red (fija y diferentes estándares de móvil).

## Códigos estándar en redes GSM
Todos los códigos señalados deben ejecutarse pulsando LLAMAR, CALL, SEND o su equivalente para llamar a un número.

### Identificación de llamada(Call Identification, CID)
Activación de envío u ocultación del número al realizar o recibir una llamada.
Estos códigos dependen de la habilitación del servicio por parte de la proveedora del mismo. En algunos países, como Argentina, las empresas Personal, Claro, Perú (Movistar) y Venezuela (Digitel) ignoran los códigos y la activación/desactivación del servicio debe ser realizada desde el menú de cada teléfono.
Al realizar una llamada:
- Activar: *31# [SEND]
- Cancelar: #31# [SEND]
- Estado: *#31# [SEND]

Al recibir
- Activar: *30# [SEND]
- Cancelar: #30# [SEND]
- Estado: *#30# [SEND]

Temporal (solo para una llamada)
- No mostrar: #31#NÚMERO [SEND]
- Mostrar: *31#NÚMERO [SEND]

### Mostrar el código IMEI del teléfono
- Marcar *#06# (en este caso, no se requiere llamar, ya que la información aparecerá de forma instantánea en pantalla)

### Llamada en espera
- Activar: *43# [SEND]
- Desactivar: #43# [SEND]
- Estado: *#43# [SEND]

### Desvío de llamadas
- Todas las llamadas - Activar: **21*NÚMERO#
- Todas las llamadas - Desactivar: #21#
- Todas las llamadas - Estado: *#21#
- Desviar si no contesta - Activar: **61*NÚMERO#
- Desviar si no disponible - Activar: **62*NÚMERO#
- Desviar si ocupado - Activar: **67*NÚMERO#

En redes sociales se han hecho populares los videos que señalan que, con estos códigos de desvíos, se pueden espiar las llamadas. Esto es incorrecto, ya que sólo sirven para redirigir las llamadas entrantes al buzón de voz o a otro número cuando estés en llamada, sin servicio de red o si no se atiende la llamada a tiempo. En el caso de usar el código 21, las llamadas siempre se desviarán al número que se especifique, lo que consumirá el cupo, saldo o crédito en minutos del plan móvil, ya sea prepago o postpago.
Para desactivar los desvíos, se puede utilizar el mismo código principal, como por ejemplo #67# para desactivar el desvío si ocupado. Para desactivar todos los desvíos sin importar el que esté activo, podemos usar ##002#.

### Restricción de red
- Todas salientes - Activar: *33*PASS#
- Todas salientes - Desactivar: #33*PASS#
- Todas salientes - Estado: *#33#
- Solo voz - Activar: *33*PASS*11#
- Solo SMS - Activar: *33*PASS*16#
- Todas entrantes - Activar: *35*PASS#
- Todas entrantes - Desactivar: #35*PASS#
- Todas entrantes - Estado: *#35#
- Solo voz - Activar: *35*PASS*11#
- Solo SMS - Activar: *35*PASS*16#

Los códigos específicos de restricción de red como voz y SMS pueden consultarse usando el mismo código de estado y pueden desactivarse de la misma manera. La palabra PASS debe ser reemplazada por un código de 4 dígitos (llamada contraseña de restricción), el cual está en poder del operador de telefonía, aunque puede usarse como código de red 0000.

## Tarjeta SIM
Una de las características principales del estándar GSM es el módulo de identidad del suscriptor, conocida comúnmente como tarjeta SIM. La tarjeta SIM es una tarjeta inteligente desmontable que contiene la información de suscripción del usuario, parámetros de red y directorio telefónico. Esto permite al usuario mantener su información después de cambiar su teléfono. Paralelamente, el usuario también puede cambiar de operador de telefonía, manteniendo el mismo equipo simplemente cambiando la tarjeta SIM. Algunos operadores introducen un bloqueo para que el teléfono utilice un solo tipo de tarjeta SIM, o solo una tarjeta SIM emitida por la compañía donde se compró el teléfono, esta práctica se conoce como bloqueo de sim, y es ilegal en algunos países.
En Australia, América del Norte y Europa, muchos operadores móviles bloquean los terminales que venden. Esto se hace porque el precio de la telefonía móvil es típicamente subvencionado con los ingresos procedentes de suscripciones, y los operadores para tratar de evitar subvencionar los móviles de la competencia pueden recurrir a esta práctica. Los abonados pueden ponerse en contacto con el operador, para eliminar el bloqueo o bien utilizar servicios privados para retirar el mismo, o hacer uso de software y sitios web para desbloquear el teléfono por sí mismos. Si bien la mayoría de los sitios web ofrecen el desbloqueo a un costo fijo, algunos lo hacen de manera gratuita. El bloqueo se aplica al teléfono, identificado por su identidad internacional del equipo móvil (IMEI) número y no a la cuenta (que se identifica con la tarjeta SIM).
En algunos países como Bangladés, Bélgica, Chile, Costa Rica, Cuba, Indonesia, Malasia, Hong Kong y Pakistán, se venden los teléfonos desbloqueados. Sin embargo, en Bélgica, es ilegal que los operadores ofrezcan cualquier forma de subvención en el precio del teléfono. Este fue también el caso en Finlandia hasta el 1 de abril de 2006, cuando la venta de combinaciones de teléfonos subvencionados y los números se convirtió en legal, aunque los operadores por obligación tienen que desbloquear los teléfonos de forma gratuita después de un período determinado (pudiendo ser un máximo de 24 meses). Parecido es el caso de España, en el que los operadores también están obligados a la liberación a petición una vez finalizado el contrato, si bien, dicha operadora podría repercutir el gasto de la operación sobre el cliente.

## GSM en España
La tecnología móvil en España comenzó en 1976 con un servicio para vehículos limitado a Madrid y Barcelona llamado Teléfono automático en vehículo. Este servicio fue evolucionando para dar cabida a más usuarios con tecnologías como TMA-450 y posteriormente TMA-900, llegando hasta 900.000 en 1996.
En 1995 dada la inferioridad tecnológica del servicio analógico respecto al digital proporcionado por GSM, se creó la primera red digital móvil llamada Movistar. Posteriormente, se concedieron licencias para una segunda operadora móvil llamada Airtel (actualmente Vodafone). En 1999 se crea una tercera operadora llamada Amena (actualmente Orange).
A esta última se le asignaron frecuencias únicamente en la banda de 1800 MHz lo que suponía tener que desplegar más celdas que si se emplease la banda de 900 MHz para conseguir dar cobertura a una misma zona. Ya en 2005, el gobierno asignó a Amena nuevas frecuencias en la banda de 900 MHz, pero Movistar y Vodafone siguieron contando con un mayor número de frecuencias en esta banda.
A principios del año 2000, empezaron los cierres de las redes analógicas y la asignación de licencias para la tecnología 3G, a la que años más tarde seguiría la tecnología 3,5G. Ese mismo año se concede licencia a la cuarta operadora llamada Xfera (actualmente Yoigo), aunque no empezaría a operar hasta 2006.
Actualmente convivimos con tecnología 2G/3G/3,5G y, aunque 3,5G sea superior tecnológicamente, compañías como Vodafone utilizan red dual para ofrecer una mayor cobertura (si no hay cobertura 2G o 3G, el terminal móvil puede que tenga cobertura 3,5G y viceversa) y maximizar la duración de la batería de sus móviles.
Según los datos ofrecidos por la Comisión del Mercado de las Telecomunicaciones de España correspondientes al año 2009 se puede apreciar que el número de estaciones base GSM es considerablemente mayor que el de estaciones 3G/UMTS.
Tras mucho revuelo durante el año 2013, las 4 grandes compañías Españolas (Vodafone, Orange, Movistar y Yoigo) han implementado los primeros 4G entre los grandes núcleos urbanos.
En mayo de 2013 se inició una "guerra" entre Yoigo y Orange para ver quién lanza más rápido la línea 4G, Movistar estaba a un lado prometiendo 4G a finales de año (sin cambios) y entre Vodafone y Yoigo para mediados de verano. La gran sorpresa la hizo Vodafone, quien sin decir nada, a la primera semana de mayo dijo que implementaría el servicio 4G para 7 grandes urbes en junio de este mismo año, siendo así la primera operadora en ofrecer 4G y una velocidad móvil de 150Mbps en España. Las urbes que disfrutaron de 4G a partir de junio fueron: Madrid, Barcelona, Valencia, Bilbao, Sevilla, Málaga y Palma de Mallorca. La adaptación a nuevas líneas 4G en éstas 7 ciudades costó una inversión de 12 000 millones de euros por parte de Vodafone, Orange y Yoigo. Orange lo lanzó el 8 de julio de 2013 y Yoigo el 18 de julio de 2013, mientras que Vodafone estuvo disponible desde el 3 de junio de 2013. Finalmente, Movistar anunció en octubre de 2013 la disponibilidad del 4G a través de la red de Yoigo hasta que se liberase por parte del Gobierno la frecuencia de los 800 MHz.

## GSM en América Latina
De acuerdo con las cifras suministradas por la organización “3G Américas”, en Colombia el 89 por ciento de los teléfonos móviles operan bajo el estándar GSM, mientras que en Argentina esta cifra llega al 97 por ciento (al 2008 los operadores Movistar, Personal, y Claro solo operan con GSM), en Chile (primer país de Latinoamérica en operar redes GSM ya desde 1997) el 100% de los móviles operan bajo GSM y la primera compañía de telefonía móvil chilena que implementó y debutó bajo la tecnología GSM fue ENTEL PCS, en México al 80 por ciento, en Brasil al 65 por ciento, en Paraguay y en Uruguay al 100 por ciento y en Venezuela Digitel al 100% puesto que fue el operador que empezó con esta tecnología, Movistar está en fase de ampliar al 100% su red GSM, y Movilnet opera en dualidad CDMA/GSM, países como Cuba que comenzó por TDMA, a partir de enero de 2009 emplea exclusivamente la tecnología GSM a través de la empresa estatal Cubacel.
En Colombia la Comisión Reguladora de Comunicaciones (CRC), señaló que desde el 1 de octubre de 2011 las empresas de telefonía móvil están obligadas a entregar los celulares con las bandas abiertas (desbloqueados) para que éstos puedan funcionar con cualquier operador. Con esta medida el Gobierno busca promover la competencia en el mercado de telefonía celular, en la cual el ganador será el usuario final y evitar el hurto y tráfico ilegal de móviles no solo en Colombia, si no a nivel Latinoamérica, según diálogos entre los distintos gobiernos.
En Chile, se utilizan dos modalidades de proveer los terminales; Venta (principalmente para los abonados de prepago, aunque hay clientes de postpago que prefieren comprar el terminal) y Arriendo con opción de compra (modalidad muy difundida en la modalidad postpago, ya que el terminal resulta a un precio más económico); Por ley, todos los equipos, tanto prepago como postpago se encuentran desbloqueados para todas las operadoras. Los equipos antiguos, que era entregados bloqueados por las operadoras pueden ser desbloqueados gratuitamente.